# Cis ursulinus
Cis ursulinus är en skalbaggsart som beskrevs av Thomas Casey 1898. Cis ursulinus ingår i släktet Cis och familjen trädsvampborrare. Inga underarter finns listade i Catalogue of Life.